# Andrej Gretsjin
Andrej Vladimirovitsj Gretsjin (Russisch: Андрей Владимирович Гречин) (Barnaoel (Kraj Altaj), 21 oktober 1987) is een Russische zwemmer. Hij vertegenwoordigde zijn vaderland op de Olympische Zomerspelen 2008 in Peking en op de Olympische Zomerspelen 2012 in Londen.

## Zwemcarrière
Bij zijn internationale debuut, op de Europese kampioenschappen kortebaanzwemmen 2005 in Triëst, werd Gretsjin uitgeschakeld in de halve finales van zowel de 50 als de 100 meter vrije slag. Op de 4x50 meter strandde hij samen met Jevgeni Lagoenov, Andrej Kapralov en Arkadi Vjatsjanin in de series, in de series van de 4x50 meter wisselslag werd hij samen met Sergej Makov, Roman Ivanovskiy en Nikolaj Skvortsov gediskwalificeerd. 
Op de wereldkampioenschappen kortebaanzwemmen 2006 in Shanghai strandde de Rus in de series van de 50 meter vrije slag, op de 4x100 meter vrije slag eindigde hij samen Jevgeni Lagoenov, Andrej Kapralov en Arkadi Vjatsjanin op de vierde plaats. Tijdens de Europese kampioenschappen zwemmen 2006 in Boedapest werd Gretsjin uitgeschakeld in de series van de 50 en de 100 meter vrije slag, samen met Jevgeni Lagoenov, Ivan Oesov en Andrej Kapralov sleepte hij de zilveren medaille in de wacht op de 4x100 meter vrije slag. In de Finse hoofdstad Helsinki nam de Rus deel aan de Europese kampioenschappen kortebaanzwemmen 2006, op dit toernooi eindigde hij als zevende op de 100 meter vrije slag en strandde hij in de series van de 50 en de 200 meter vrije slag. Op de 4x50 meter vrije slag eindigde hij samen met Jevgeni Lagoenov, Jevgeni Korotysjkin en Arkadi Vjatsjanin op de zevende plaats. 
Op de Wereldkampioenschappen zwemmen 2007 in Melbourne werd Gretsjin uitgeschakeld in de series van de 50 meter vrije slag, samen met Andrej Kapralov, Sergej Fesikov en Jevgeni Lagoenov werd hij gediskwalificeerd in de series van de 4x100 meter vrije slag. Tijdens de Europese kampioenschappen kortebaanzwemmen 2007 in Debrecen strandde de Rus in de halve finales van de 100 meter vrije slag en in de series van de 50 meter vrije slag, op de 4x50 meter vrije slag eindigde hij samen met Sergej Fesikov, Jevgeni Lagoenov en Aleksandr Soechoroekov als vierde.
In Eindhoven nam Gretsjin deel aan de Europese kampioenschappen zwemmen 2008, op dit toernooi eindigde hij als vijfde op de 100 meter vrije slag en als zevende op de 50 meter vrije slag. Samen met Arkadi Vjatsjanin, Grigori Falko en Jevgeni Korotysjkin veroverde hij de Europese titel op de 4x100 meter wisselslag, op de 4x100 meter vrije slag werd hij samen met Jevgeni Lagoenov, Andrej Kapralov en Sergej Fesikov gediskwalificeerd in de finale nadat het team de snelste tijd op de klok had gezet. Op de 4x200 meter vrije slag zwom hij samen met Aleksandr Soechoroekov, Andrej Kapralov en Aleksandr Tichonov in de series, in de finale legde Soechoroekov samen met Nikita Lobintsev, Jevgeni Lagoenov en Joeri Priloekov beslag op de zilveren medaille. Op de Wereldkampioenschappen kortebaanzwemmen 2008 in Manchester strandde de Rus in de series van zowel de 50 als de 100 meter vrije slag, samen met Jevgeni Lagoenov, Andrej Kapralov en Aleksandr Soechoroekov eindigde hij als zevende op de 4x100 meter vrije slag. Tijdens de Olympische Zomerspelen van 2008 in Peking werd Gretsjin uitgeschakeld in de halve finales van de 100 meter vrije slag en in de series van de 50 meter vrije slag, op de 4x100 meter vrije slag strandde hij samen met Jevgeni Lagoenov, Andrej Kapralov en Sergej Fesikov in de series. Samen met Arkadi Vjatsjanin, Roman Sloednov en Nikolaj Skvortsov vormde hij een team in de series van de 4x100 meter wisselslag, in de finale bereikten Vjatsjanin en Sloednov samen met Jevgeni Korotysjkin en Jevgeni Lagoenov de vierde plaats. In Rijeka nam de Rus deel aan de Europese kampioenschappen kortebaanzwemmen 2008, op dit toernooi eindigde hij als vijfde op de 100 meter vrije slag en strandde hij in de series van de 50 meter vrije slag. Op de 4x50 meter vrije slag eindigde hij samen met Jevgeni Lagoenov, Sergej Fesikov en Aleksandr Soechoroekov als vierde. 

### 2009-heden
Op de wereldkampioenschappen zwemmen 2009 in Rome werd Gretsjin uitgeschakeld in de halve finales van de 100 meter vrije slag. Op de 4x100 meter vrije slag sleepte hij samen met Jevgeni Lagoenov, Danila Izotov en Aleksandr Soechoroekov de zilveren medaille in de wacht, op de 4x100 meter wisselslag eindigde hij samen met Arkadi Vjatsjanin, Grigory Falko en Jevgeni Korotysjkin op de zesde plaats. Tijdens de Europese kampioenschappen kortebaanzwemmen 2009 in Istanboel strandde de Rus in de series van de 100 meter vrije slag en in de halve finales van de 100 meter wisselslag, samen met Sergej Fesikov, Jevgeni Lagoenov en Oleg Tichobajev eindigde hij als vierde op de 4x50 meter vrije slag.
In Boedapest nam Gretsjin deel aan de Europese kampioenschappen zwemmen 2010, op dit toernooi eindigde hij als vierde op de 50 meter vrije slag en als vijfde op de 100 meter vrije slag. Op de 4x100 meter vrije slag veroverde hij samen met Jevgeni Lagoenov, Nikita Lobintsev en Danila Izotov de Europese titel. Samen met Vitali Borisov, Grigori Falko en Nikolaj Skvortsov zwom hij in de series van de 4x100 meter wisselslag, in de finale legden Stanislav Donets, Roman Sloednov, Jevgeni Korotysjkin en Jevgeni Lagoenov beslag op de zilveren medaille. Voor zijn aandeel in de series ontving Gretsjin eveneens de zilveren medaille.
Op de wereldkampioenschappen zwemmen 2011 in Shanghai werd de Rus uitgeschakeld in de halve finales van zowel de 50 als de 100 meter vrije slag, op de 4x100 meter vrije slag eindigde hij samen met Jevgeni Lagoenov, Nikita Lobintsev en Sergej Fesikov op de vijfde plaats. Tijdens de Europese kampioenschappen kortebaanzwemmen 2011 in Szczecin strandde Gretsjin op al zijn afstanden in de series, samen met Sergej Fesikov, Jevgeni Lagoenov en Nikita Konovalov sleepte hij de zilveren medaille in de wacht op de 4x50 meter vrije slag.
In Londen nam de Rus deel aan de Olympische Zomerspelen van 2012. Op dit toernooi werd hij uitgeschakeld in de halve finales van de 50 meter vrije slag. Op de 4x100 meter vrije slag veroverde hij samen met Nikita Lobintsev, Vladimir Morozov en Danila Izotov de bronzen medaille, samen met Vladimir Morozov, Vjatsjeslav Sinkevitsj en Nikolaj Skvortsov strandde hij in de series van de 4x100 meter wisselslag. Op de Europese kampioenschappen kortebaanzwemmen 2012 in Chartres eindigde Gretsjin als zesde op de 50 meter vrije slag, op de 4x50 meter vrije slag legde hij samen met Vladimir Morozov, Jevgeni Lagoenov en Vitali Syrnikov beslag op de zilveren medaille.

## Internationale toernooien
| Jaar | Olympische Spelen                                                                                              | WK langebaan                                                   | WK kortebaan                                                | EK langebaan                                                                                                   | EK kortebaan |
| ---- | --- | -------------------------------------------------------------- | ----------------------------------------------------------- | --- | --- |
| 2005 | | geen deelname                                                  |                                                             | | 12e 50m vrije slag 11e 100m vrije slag 10e 4x50m vrije slag DQ 4x50m wisselslag                                                  |
| 2006 | |                                                                | 21e 50m vrije slag 4e 4x100m vrije slag                     | 17e 50m vrije slag · 19e 100m vrije slag · 4x100m vrije slag                                                   | 31e 50m vrije slag 7e 100 m vrije slag 25e 200m vrije slag 7e 4x50m vrije slag 5e 4x50m wisselslag Gretsjin zwom enkel de series |
| 2007 | | 21e 50m vrije slag DQ 4x100m vrije slag                        |                                                             | | 18e 50m vrije slag 10e 100m vrije slag 4e 4x50m vrije slag                                                                       |
| 2008 | 17e 50m vrije slag 14e 100m vrije slag 9e 4x100m vrije slag 4e 4x100m wisselslag Gretsjin zwom enkel de series |                                                                | 28e 50m vrije slag 20e 100m vrije slag 7e 4x100m vrije slag | 7e 50m vrije slag · 5e 100m vrije slag · DQ 4x100 m vrije slag · 4x200m vrije slag · 4x100m wisselslag         | 18e 50m vrije slag 5e 100m vrije slag 4e 4x50m vrije slag                                                                        |
| 2009 | | 12e 100m vrije slag · 4x100m vrije slag · 6e 4x100m wisselslag |                                                             | | 22e 100m vrije slag 17e 100m wisselslag 4e 4x50m vrije slag                                                                      |
| 2010 | |                                                                | geen deelname                                               | 4e 50m vrije slag · 5e 100m vrije slag · 4x100m vrije slag · 4x100m wisselslag · Gretsjin zwom enkel de series | geen deelname |
| 2011 | | 15e 50m vrije slag 13e 100m vrije slag 5e 4x100m vrije slag    |                                                             | | 23e 50m vrije slag · 22e 100m vrije slag · 23e 100m wisselslag · 4x50m vrije slag                                                |
| 2012 | 10e 50m vrije slag · 4x100m vrije slag · 12e 4x100m wisselslag                                                 |                                                                | geen deelname                                               | geen deelname                                                                                                  | 6e 50m vrije slag · serie 100m vrije slag · 4x50m vrije slag · 4x50m vrije slag gemengd                                          |
| 2013 | | 14e 50m vrije slag · 4x100m vrije slag · 4e 4x100m wisselslag  |                                                             | | geen deelname |
| 2014 | |                                                                | geen deelname                                               | 6e 50m vrije slag · 18e 100m vrije slag · 4x100m vrije slag · 4x100m vrije slag gemengd                        | |
| 2015 | | 16e 50m vrije slag · 4x200m vrije slag                         |                                                             | | geen deelname |
| 2016 | 5-21 augustus 2016                                                                                             |                                                                | 7-11 december 2016                                          | 14e 50m vrije slag 8e 100m vrije slag 9e 4x100m wisselslag                                                     | |

## Persoonlijke records
Bijgewerkt tot en met 4 november 2015
Kortebaan
| Afstand         | Tijd  | Datum            | Plaats          |
| --------------- | ----- | ---------------- | --------------- |
| 50m vrije slag  | 21,44 | 22 november 2012 | Chartres        |
| 100m vrije slag | 46,45 | 19 december 2009 | Sint-Petersburg |

Langebaan
| Afstand         | Tijd  | Datum         | Plaats |
| --------------- | ----- | ------------- | ------ |
| 50m vrije slag  | 21,82 | 20 april 2012 | Moskou |
| 100m vrije slag | 47,59 | 26 april 2009 | Moskou |